# Rio Gârcu Mare
O Rio Gârcu Mare é um rio da Romênia, afluente do Gârcu, localizado no distrito de Sibiu.